# Giulio Aluisetti
Giulio Aluisetti (San Maurizio Canavese, 29 ottobre 1794 – Milano, 20 giugno 1851) è stato un architetto, ingegnere e incisore italiano.
Architetto di fama ai tempi della sua attività, è principalmente noto per avere progettato l'Ospedale Fatebenesorelle di Milano (oggi parte dell'ospedale Fatebenefratelli) dal 1836 al 1840. Sempre a Milano nel 1838-1839 eresse il nuovo altare maggiore della basilica di San Simpliciano in dimensioni consistentemente superiori al precedente, tanto da oscurare il celeberrimo affresco absidale del Bergognone, considerato la sua opera maggiore. Sempre nella medesima basilica diresse fra il 1838 e il 1841 importanti lavori di ristrutturazione (definiti sciagurati dall'Arslan nel 1947) che falsificarono del tutto l'aspetto della chiesa originaria. Dal 1839, in seguito a un bando di concorso, si occupò della progettazione del nuovo Cimitero Monumentale di Milano in concorrenza con altri architetti fra cui il cremonese Alessandro Sidoli. Accusato di avere copiato in grande misura dagli elaborati di altri concorrenti, fu anche sospettato di avere ampiamente aumentato a suo favore i preventivi di spesa. Il cimitero venne poi realizzato sul disegno del Maciachini.
Fu anche disegnatore di diversi monumenti realizzati da noti scultori, fra i quali si segnala presso l'Ospedale Maggiore di Milano un monumento in marmo bianco in memoria del chirurgo Gian Battista Palletta (1748-1832) scolpito da Abbondio Sangiorgio.
Aluisetti morì cinquantaseienne a Milano